# آن رایت کورنر (ویرجینیا)
آن رایت کورنر (به انگلیسی: Ann Wrights Corner) یک منطقهٔ مسکونی در ایالات متحده آمریکا است که در شهرستان کارولین، ویرجینیا واقع شده است. آن رایت کورنر ۷۴٫۹۸ متر بالاتر از سطح دریا واقع شده است.